# Hofgericht Dillenburg
Das Hofgericht Dillenburg (ab 1821 Hof- und Appellationsgericht Dillenburg) war ein Gericht der zweiten Instanz im Herzogtum Nassau mit Sitz in Dillenburg.

## Geschichte
Die Neuordnung des Gerichtswesens durch das Verwaltungsedikt vom 9. und 11. September 1815, – die beiden Daten ergeben sich daraus, dass das Edikt am 9. in der Biebricher Residenz von Herzog Friedrich August und am 11. in Weilburg von Fürst Friedrich Wilhelm unterzeichnet worden ist – führte zur Einrichtung eines Hofgerichtes in Dillenburg. Dieses war nun das einzige Hofgericht in Nassau, das Wiesbadener Hofgericht beendete seine Arbeit am 20. Dezember 1815.
Das Hofgericht in Dillenburg war für Zivilsachen der privilegierten Stände der 1. und für alle anderen der 2. Instanz sowie für Ehescheidungsklagen der protestantischen Einwohner des Landes zuständig.
Die Ämter sowie die Standesherren in Patrimonialgerichten waren für die Rechtsprechung in erster Instanz zuständig. Gegen die Urteile dieser Gerichte konnte bei Überschreiten des Mindeststreitwertes von 50 Gulden vor dem Hofgericht appelliert werden. Für bestimmte privilegierte Stände war das Hofgericht Gericht erster Instanz. Hierzu gehörten die Standesherren, Beamte und andere. Für die Militärgerichtsbarkeit war das Hofgericht ebenfalls nicht zuständig.
In Strafsachen war die Aufgabenverteilung wie folgt vorgeschrieben: Die Ämter hatten die Aufgabe, die Verdächtigen zu verhaften und dem Kriminalgericht zu überantworten. Es bestanden das Kriminalgericht Dillenburg und das Kriminalgericht Wiesbaden. Diese wirkten als Untersuchungsbehörde und legten ihre Erkenntnisse dann dem Hofgericht Dillenburg zur Entscheidung vor. Folgende Ämter waren dem Kriminalgericht Dillenburg zugeordnet:
- Amt Weilburg
- Amt Runkel
- Amt Limburg
- Amt Diez
- Amt Montabaur
- Amt Herschbach
- Amt Hachenburg
- Amt Meudt (später Wallmerod)
- Amt Hadamar
- Amt Rennerod
- Amt Herborn
- Amt Dillenburg
- Amt Marienberg
- Amt Reichelsheim
- Amt Atzbach (später preußisch)
- Amt Burbach (später preußisch)
- Amt Neunkirchen (später preußisch)
- Amt Irmgarteichen (prov. Amt)
- Amt Netphen (prov. Amt)[2]

Übergeordnetes Gericht für das Hofgericht Dillenburg war das Oberappellationsgericht Wiesbaden als Gericht dritter und letzte Instanz.
Aufgrund Edikt vom 31. Dezember 1821 wurde das Hofgericht Dillenburg per 1. April 1822 aufgelöst und durch die neu geschaffenen Hof- und Appellationsgerichte Dillenburg und Wiesbaden ersetzt. Folgende Ämter waren dem Hof- und Appellationsgerichte Dillenburg zugeordnet:
- Amt Weilburg
- Amt Runkel
- Amt Limburg
- Amt Diez
- Amt Montabaur
- Amt Herschbach
- Amt Hachenburg
- Amt Meudt (später Wallmerod)
- Amt Hadamar
- Amt Rennerod
- Amt Herborn
- Amt Dillenburg
- Amt Marienberg
- Amt Reichelsheim

Nach der Annexion des Herzogtums Nassau durch Preußen 1866 wurde die Rechtsprechung des Amtes Dillenburg in erster Instanz in das Amtsgericht Dillenburg übernommen. Das Hof- und Appellationsgericht Dillenburg wurde in das königlich preußische Kreisgericht Dillenburg umgewandelt und ging damit später im Landgericht Limburg auf.

### Personen
Präsidenten:
- 1818 bis 1826: Georg Ernst Ludwig Freiherr von Preuschen von und zu Liebenstein
- 1843 bis 1848: Adolph Raht

Direktoren:
- August Hergenhahn (1860–1861)
- Wilhelm Winter (1861 bis 1865)

Weitere Richter:
- Ludwig Harscher von Almendingen (Vizepräsident)
- Adolf Quirin von Diepenbroick (Direktor)[4]
- Franz Ludwig von Preuschen von und zu Liebenstein (ab 1842)